# Dicranomyia omi
Dicranomyia omi là một loài ruồi trong họ Limoniidae. Chúng phân bố ở miền Australasia.